# Elric de Melniboné (personaje)
Elric de Melniboné, antihéroe de una serie de libros de Espada y brujería, es un personaje ficticio creado por Michael Moorcock. Este albino cuyo nombre completo es Elric VIII, 428.º Emperador de Melniboné es una encarnación del Campeón Eterno. Su primera aparición fue en el relato The Dreaming City publicado en la revista pulp Science Fantasy en junio de 1961; pero su primera aparición en una novela fue en Elric de Melniboné, en 1973. Es uno de los antihéroes más populares de la literatura fantástica siendo adaptado en varios cómics y juegos de rol.

## Historia
Las aventuras de Elric, Emperador de Melniboné, son narradas en ocho libros que se dedican a contar las aventuras de un emperador, guerrero y hechicero melnibonés, una antigua raza. Albino y de naturaleza débil, necesita tomar unas pociones que él mismo puede preparar para aumentar sus energías hasta las de un melnibonés medio, o bien puede usar el poder de su arma, la llamada Espada Negra, que es una de las dos espadas rúnicas gemelas: Stormbringer («Tormentosa» o «Portadora de Tormentas»), y Mournblade («Enlutada» u «Hoja de la Lamentación»). Como poseedor de Stormbringer, tiene el poder de absorber las almas de aquellos que mueren con ella, y usar su energía vital para reforzar su débil constitución. La espada, inscrita con runas y emitiendo una malvada radiación negra, es consciente y malévola. También es capaz de actuar de forma ligeramente independiente (ligeramente, al menos), a menudo contra la propia voluntad de Elric. A causa de esto, en muchas ocasiones, el precio de desenvainar la 'ladrona de almas' es la muerte de un inocente o amigo.

## Descripción
Elric es descrito en Elric de Melniboné de 1972 en estos términos:

"It is the colour of a bleached skull, his flesh; and the long hair which flows below his shoulders is milk-white. From the tapering, beautiful head stare two slanting eyes, crimson and moody, and from the loose sleeves of his yellow gown emerge two slender hands, also the colour of bone."
«Su carne es del color de una calavera blanqueada al sol y el largo cabello que le cae sobre los hombros es de un blanco lechoso. En su tez ahusada y hermosa destacan dos ojos sesgados, tristes y de color carmesí y de las amplias mangas de su blusón amarillo surgen dos manos delgadas, también del color del hueso»
- Elric de Melniboné, por Michael Moorcock (1972)  

Elric es el último emperador de la anquilosada civilización isleña de Melniboné. Físicamente débil, el anémico Elric debe usar drogas (hierbas especiales) para mantener su salud y vitalidad. Desde su niñez, leyó activamente en la inmensa biblioteca real y aprendió sobre el mundo fuera de la Isla de los Ensueños. Quizás debido a este estudio en profundidad, a diferencia de otros miembros de su raza, Elric tiene conciencia. Es testigo de la decadencia de su cultura, que una vez gobernó el mundo conocido, y se preocupa por el surgimiento de los Reinos Jóvenes poblados por seres humanos (los melniboneses se consideran a sí mismos separados de la humanidad), junto con la amenaza que representan para su imperio. Debido al desprecio introspectivo de Elric hacia sí mismo y al odio hacia las tradiciones melnibonéas, sus súbditos lo encuentran extraño e insondable. Sin embargo, su primo Yyrkoon (el siguiente en la línea de sucesión, ya que Elric no tiene herederos) interpreta tal conducta como debilidad y urde la muerte de Elric. Para complicar las cosas está Cymoril, la hermana de Yyrkoon, que está profundamente enamorada de Elric. Yyrkoon la desea y parte de su plan de usurpación es casarse él mismo con ella.
Además de su habilidad con las hierbas, Elric es un consumado hechicero e invocador. Como emperador de Melniboné, Elric puede pedir ayuda al patrono tradicional de los emperadores de Melniboné, Arioch, un Señor del Caos y Duque del Infierno. Desde la primera historia, Elric utiliza pactos y contratos antiguos no solo con Arioch, sino también con otros seres (algunos de ellos dioses, algunos demonios) para que le ayuden a cumplir sus tareas.
El descubrimiento por parte de Elric de la espada Stormbringer es tanto su mayor ventaja como su mayor desventaja: La espada confiere a Elric fuerza, salud y destreza en la batalla, lo que le permite acabar con su dependencia de las drogas, pero debe ser alimentada por las almas de seres inteligentes. Al final, la espada absorbe a todos los que están cerca de Elric y, finalmente, también al alma misma de Elric. La mayoría de las historias de Moorcock sobre Elric incluyen esta relación con Stormbringer y cómo, a pesar de las mejores intenciones de Elric, la espada condena todo lo que éste ama.

## Adaptación en Cómics
La primera aparición de Elric en un cómic, fue en marzo de 1972 en una historia de dos partes de Conan el Bárbaro tituladas ¡Una espada llamada Stormbringer! y La Emperatriz Verde de Melniboné; escrito por Roy Thomas e ilustrado por Barry Windsor-Smith sobre la base de una historia escrita por Michael Moorcock y James Cawthorn. El primer cómic en el que apareció el personaje fue la novela gráfica Elric: The Dreaming City editada por Marvel Comics en 1980, escrita por Roy Thomas e ilustrado por P. Craig Russell y publicada en castellano como Elric: La ciudad de los sueños por Ediciones Forum en 1983; la cual es una adaptación de una de las historias de El misterio del Lobo Blanco. Posteriormente Pacific Comics adaptó la primera novela, en una serie limitada de 6 números: Elric de Melniboné en 1984 con guion de Roy Thomas y las ilustraciones de P. Craig Russell.
En 1985 First Comics se hizo con los derechos del personaje, adaptando las novelas segunda a sexta y reeditando la primera en un tomo recopilatorio. Cada novela fue adaptada en una serie limitada de seis o siete episodios, contando nuevamente con el guion de Roy Thomas y las ilustraciones de P. Craig Russell y Michael T. Gilbert. Las dos primeras adaptaciones fueron publicadas en castellano por Ediciones B en una serie conocida como Elric de Melniboné, que duró trece números antes de ser cancelada. Elric apareció nuevamente en el cómic Michael Moorcock's Multiverse, una serie limitada de doce números editada bajo el sello Helix por DC Comics con guion de Moorcock y dibujo de Simonson. 
Posteriormente, y de la mano de Dark Horse comics, el dibujante P. Craig Russell volvería al personaje, esta vez como autor completo, para adaptar Stormbringer, la única novela «clásica» del personaje que no había sido traducida al cómic. De nuevo el formato elegido fue el de una serie limitada de siete números, publicándose en España en dos ocasiones por Planeta DeAgostini: una en formato comic-book  y otra en tomo. La antepenúltima adaptación de Elric al cómic ha sido la precuela titulada Elric: The Making of a Sorcerer una serie limitada de cuatro tomos editada por DC Comics con guion de Moorcock y dibujo de Walter Simonson; la cual ha sido editada en castellano bajo el título Elric: La forja de un hechicero  en un tomo único por Planeta DeAgostini. El último tomo publicado por Planeta es Elric: Portadora de Tormentas. 
La editorial española Yermo Ediciones, publicó una colección nueva sobre Elric en el año 2013. Con el título de Elric: El trono de rubí, con guion del francés Julien Blondel y dibujos de Didi Poli, traducción de la obra publicada en Francia por la editorial Glénat Editions. En este primer tomo, se vuelve a los inicios del personaje, readaptando su origen. El segundo tomo, Tormentosa, vio la luz a finales del mes de noviembre de 2014, y un tercero tomo, El lobo blanco, se publicó en 2018.
La editorial Titan Comics adaptara las novelas de Elric en un cómic titulado Elric: The Dreaming City con guion de Julien Blondel y dibujo de Julien Telo. El primer número saldrá a la venta el 11 de agosto de 2021, con portada de Mike Mignola.